# Fonzaso
Fonzaso (velenceiül Fondaso) település Olaszországban, Veneto régióban, Belluno megyében. Lakosainak száma 3012 fő (2023. január 1.). Fonzaso Arsiè, Lamon, Pedavena, Feltre, Seren del Grappa és Sovramonte községekkel határos.

## Népesség
A település lakossága az elmúlt években az alábbi módon változott:
| Lakosok száma | 3212 | 3186 | 3012 |
|               | 2017 | 2018 | 2023 |